# Oncócua
Predefinição:Info/localidade de Angola
Oncócua é uma cidade e comuna angolana localizada no município do Curoca, província do Cunene. Situa-se a cerca de 333 km a sudoeste de Ondjiva, capital provincial, em uma região marcada pela escassez de recursos hídricos, vulnerabilidade ambiental e infraestrutura limitada.

## Etimologia
O nome "Oncócua" também grafado por Onkokwa deriva da língua otjiherero e pode ser traduzido como "cemitério" ou "lugar dos mortos". A expressão é interpretada por estudiosos e líderes comunitários como reflexo simbólico das condições precárias de vida enfrentadas pelas populações locais desde o período colonial (Katombela, 2018).

## População e Grupos Étnicos
A comuna de Oncócua abriga uma significativa diversidade étnico-cultural. De acordo com o censo de 2014, possui cerca de 15.460 habitantes. É uma localidade ocupada principalmente pelos povos Vatwa (não bantu). Com a expansão dos povos bantu, sub o território de Oncócua, foram surgindo outros povos bantu, atualmente tidos como povos locais, sem deixar de fora os Vatwa. Os Twa, não são apenas primeiros habitantes do município do Curoca, são também uns dos primeiros povos a povoarem o território que atualmente recebe o nome de Angola. Os principais grupos étnicos de Curoca são:
- Himba: grupo pastoril semi-nômade de origem herero, reconhecido por práticas culturais como o uso de Tchive (pasta de ocre) e estruturas sociais matrilineares (Bollig, 2004).
- Vátua (ou Vatwa): Povos de origem não bantu, tradicionalmente caçadores-coletores, conhecidos pelas suas práticas culturais, caça, recolha de frutos silvestres e pela dança, falantes da língua Lutwa. Subdividem-se em Kwepes e Kwisis. Os Kwepes, que atualmente estão localizados na província do Namibe, com progressiva inserção em atividades agrícolas e pastorais (Estermann, 1956). E os Kwisis, habitam maioritariamente na província do Cunene, município do Curoca e Chitado. Estes últimos, até aos dias de hoje, são conhecidos pela prática da caça e pela coleta de frutos silvestres e habitam em riachos secos, ao seu aberto e não possuírem uma estrutura social organizada.
- Hakavona e Ndimba: falantes de línguas bantu ( Oluhakavo/Olulimba), com modos de vida agrícola-pastoris e forte relação com os ciclos naturais do território.
- Tyavikwa (ou Ciavikwa) e Ngambwe: Povos de origem bantu, reconhecidos pelas suas práticas culturais como o Ekwenje, o Efiko (Enkanda) e outras práticas, são também grandes criadores de gado bovino, caprino e não só, também são conhecidos pela prática da agricultura de substâncias.

Para além destes grupos sociais, Oncócua é habitado por outros povos oriundo de outras localidades de Angola, dentre eles os Ambundu (Kimbundu), Os Kwanyama (Ovakwanyama), os Umbundu (Ovimbundu), os Ngangela, os Cokwe (Tchokwe), os Bakongos entre outros. Sãos estes grupos que constituem o mosaico Cultural de Oncócua.

## Infraestrutura e Desenvolvimento
Historicamente isolada, Oncócua careceu de serviços públicos essenciais até meados da década de 2020. Em 2023, foi instalada a primeira ligação à rede pública de energia elétrica, beneficiando um núcleo inicial de residências e instituições públicas.
Além disso, a comuna passou a contar com sua primeira agência bancária, inaugurada pelo Banco Angolano de Investimentos (BAI), contribuindo para a inclusão financeira da população.
O programa FRESAN, financiado pela União Europeia, tem promovido a construção de furos de água, tanques e represas, ampliando o acesso a água potável para milhares de habitantes.

## Educação e Desafios Sociais
A região enfrenta desafios persistentes relacionados à seca, desnutrição e evasão escolar. Em 2021, cerca de dois mil alunos abandonaram as aulas devido à fome e à escassez de água, levando ao encerramento de várias escolas na comuna (ANGOP, 2021).